# Unterradach
Unterradach ist ein Gemeindeteil der Großen Kreisstadt Dinkelsbühl im Landkreis Ansbach (Mittelfranken, Bayern). Unterradach liegt in der Gemarkung Oberradach.

## Geografie
Der Weiler liegt am Gabelgrundbach (im Unterlauf Hausertsmühlbach genannt), einem linken Zufluss des Walkenweiherbachs, der wiederum ein rechter Zufluss der Wörnitz ist, und am Egelweihergraben, der im Ort als linker Zufluss des Gabelgrundbach mündet. Im Süden liegt das Winterholz, im Westen das Haldenfeld und im Nordwesten das Krämerholz. Die Staatsstraße 2218 führt nach Steineweiler (1,5 km nordwestlich) bzw. nach Seidelsdorf (2,2 km südöstlich). Eine Gemeindeverbindungsstraße führt nach Oberradach (0,6 km östlich).

## Geschichte
Die Fraisch über Unterradach war strittig zwischen dem ansbachischen Oberamt Feuchtwangen, dem oettingen-spielbergischen Oberamt Mönchsroth und der Reichsstadt Dinkelsbühl. Die Dorf- und Gemeindeherrschaft hatte das Kastenamt Feuchtwangen. Der Ort bildete mit Steineweiler und Oberradach eine Realgemeinde.
1732 gab es in Ober- und Unterradach 13 Anwesen und ein Gemeindehirtenhaus. Grundherren waren das Kastenamt Feuchtwangen (1 Anwesen), das Klosterverwalteramt Auhausen (1 Tafernwirtschaft mit Zollstätte, 5 Anwesen), das Kastenamt Crailsheim (1 Wirtschaft zu Unterradach), der Deutsche Orden (1 Anwesen), das Oberamt Mönchsroth der Grafschaft Oettingen-Oettingen, zu dem Zeitpunkt bereits verkauft an von Schell (1 Gütlein) und die Reichsstadt Dinkelsbühl (3 Anwesen).
Gegen Ende des 18. Jahrhunderts gab es in Unterradach 4 Anwesen. Grundherren waren das Kastenamt Crailsheim (2 halbe Güter), das Oberamt Mönchsroth (1 Hof) und das Spital der Reichsstadt Dinkelsbühl (1 Gut). Von 1797 bis 1808 unterstand der Ort dem Justiz- und Kammeramt Feuchtwangen.
Im Jahr 1809 wurde Unterradach infolge des Gemeindeedikts dem Steuerdistrikt und der Ruralgemeinde Weidelbach zugeordnet. Mit dem Zweiten Gemeindeedikt (1818) wurde der Ort in die neu gebildete Ruralgemeinde Oberradach überwiesen. Am 1. April 1971 wurde Unterradach im Zuge der Gebietsreform in Bayern nach Dinkelsbühl eingegliedert.

## Einwohnerentwicklung
| Jahr      | 001818 | 001840 | 001861 | 001871 | 001885 | 001900 | 001925 | 001950 | 001961 | 001970 | 001987 |
| Einwohner | 26     | 21     | 28     | 24     | 38     | 27     | 39     | 42     | 30     | 28     | 31     |
| Häuser    | 4      | 4      |        |        | 5      | 5      | 5      | 6      | 5      |        | 7      |
| Quelle    | [ 13 ] | [ 14 ] | [ 15 ] | [ 16 ] | [ 17 ] | [ 18 ] | [ 19 ] | [ 20 ] | [ 21 ] | [ 22 ] | [ 1 ]  |

## Religion
Der Ort ist seit der Reformation evangelisch-lutherisch geprägt und bis heute nach St. Ulrich (Weidelbach) gepfarrt. Die Katholiken sind nach St. Georg (Dinkelsbühl) gepfarrt.